# Богатино
Бога̀тино е село в Южна България, община Ардино, област Кърджали.

## География
| Население по години | Население по години |
| ------------------- | ------------------- |
| 1992 г.             | 239 души            |
| 2001 г.             | 119 души            |
| 2011 г.             | 110 души            |
| 2019 г.             | 218 души            |

Село Богатино се намира в най-източната част на Западните Родопи, на 4 – 5 км западно от границата им  с Източните Родопи, на около 16 km западно от центъра на град Кърджали и 7 km североизточно от град Ардино.
Селото е застроено на около километър дължина по ориентираното в направление североизток – югозапад възвишение между реките с местни наименования Чаидере от северозапад и Дермендереси от югоизток. Близо до североизточния край на селото на Дермендереси има малък язовир с площ около 0,5 ha (поземлен имот с кадастрален идентификатор 07925.12.504, данни към 1 юни 2023). На запад от Богатино през около километър разстояние, по съседни успоредни възвишения, са разположени селата Млечино и Искра. На югоизток се намира село Хромица, по пътя през което Богатино се свързва със село Кобиляне, а от него по третокласния републикански път III-865 на запад – с общинския център Ардино и на изток – с областния център Кърджали.
Надморската височина при джамията в село Богатино е около 648 m.

## История
Село Богатино е създадено при отделяне от село Млечино през 1986 г. на дотогавашната махала Богатино (Чорбаджилар).
Във фондовете на Държавния архив Кърджали, списък на фондове от масив „С“, фонд 1196, се съхраняват документи на/за Начално училище „Никола Йонков Вапцаров“ – с. Богатино, Кърджалийско от периода 1979 – 1997 г. (Промени в наименованието на фондообразувателя – Начално училище „Никола Йонков Вапцаров“ – с. Богатино, Кърджалийско (1944 – 1997)).

## Население
Преброяване на населението през 2011 г.
Численост и дял на етническите групи според преброяването на населението през 2011 г.:
|                     | Численост | Дял (в %) |
| Общо                | 110       | 100,00    |
| Българи             | 0         | 0,00      |
| Турци               | 109       | 99,09     |
| Цигани              | 0         | 0,00      |
| Други               | 0         | 0,00      |
| Не се самоопределят | 0         | 0,00      |
| Неотговорили        | 0         | 0,00      |

## Религии
Изповядваната религия в село Богатино е ислям.

## Обществени институции
Село Богатино към 2020 г. е център на кметство Богатино.
Молитвеният дом в селото е джамия.
В село Богатино към 2017 г. има действащо читалище „Нова светлина – 1950 г.“;